# Leptodeira punctata
Leptodeira punctata är en ormart som beskrevs av Peters 1866. Leptodeira punctata ingår i släktet Leptodeira och familjen snokar. IUCN kategoriserar arten globalt som livskraftig. Inga underarter finns listade i Catalogue of Life.
Arten förekommer i nordvästra Mexiko. Honor lägger ägg.